# Guillaume Alan
 (novembre 2023).
 (juin 2023).
Pour les articles homonymes, voir Alan.
Guillaume Alan est un designer d'intérieur français.

## Biographie
Alan est né à Paris avec un père architecte, une mère designer d'intérieur et une grand-mère antiquaire. A l'âge de 24 ans, il ouvre son propre studio de design à Saint-Germain-des-Prés dans le 7e arrondissement de Paris.

## Carrière
Guillaume Alan se positionne dans l'architecture avec un style minimaliste et épuré qui peut se retrouver dans la conception de son studio de design. Son exigence artisanale est également visible dans sa première collection de meubles. Il met en œuvre ses compétences dans le design intérieur de lieux privés. 
En 2011, il ouvre un deuxième studio de design dans un quartier ouest de Londres, en Angleterre, qu'il a par la suite déménagé à Hyde Park,.

## Positionnement esthétique
Guillaume Alan s'inspire de la tradition française minimaliste du design et notamment de Jean-Michel Frank,. Il s'intéresse également au classicisme. Avec élégance et raffinement, sa manière de définir l'espace est très épurée
Il sait lier tous les éléments pour n'en faire qu'un : il met en valeur des lignes pures et fortes, des références historiques, la lumière, les meubles, la palette de couleurs et les matériaux texturés tels que les bois brossés, les marbres naturels, les lins naturels, les cuirs doux, les soies, les laines,,.
En donnant naissance à des univers de sérénité, de calme et d'émotion, le travail d'Alan est décrit comme étant poétique.

## Réception critique
Guillaume Alan a été décrit par British Vogue comme ayant un style luxueux, serein et poétique, capable d'entrelacer harmonieusement le concept architectural, le design d'intérieur et le design de mobilier dans son travail, créant ainsi des atmosphères sereines et harmonieuses.
La capacité d'Alan à susciter une réponse émotionnelle dans son travail a été remarquée dans l'article de Architectural Digest intitulé "Go inside a chic apartment with an otherworldly aura", où Cara Gibbs décrit Alan comme ayant la confiance d'opter pour la simplicité, ce qui crée une alchimie subtile entre des lignes architecturales strictes et angulaires et des textures matérielles audacieuses.
Ce style unique, utilisant des lignes pures et fusionnant architecture et mobilier comme s'ils étaient une seule entité, a également été mis en avant par Gala Mora dans l'article "París en Blanco y Negro" de AD Espana, qui décrit Guillaume Alan comme réécrivant la tradition du classicisme français.
Dans son article "Paris apartment by Guillaume Alan" pour Est Living, Melia Rayner parle du goût du designer pour apporter du luxe dans des éléments minimalistes, en les dépouillant pour créer des sentiments de calme et de sérénité, qu'elle décrit comme deux luxes qui nous manquent cruellement dans nos vies surstimulées.
Dans un article intitulé "French interior designer Guillaume Alan: It's all about discovery" pour The Daily Telegraph, Helen Chislett écrit que “love of light” est essentiel à l'éthique de conception d'Alan.